# Fort VII Twierdzy Warszawa
Fort VII („Zbarż“) – jeden z fortów pierścienia zewnętrznego twierdzy Warszawa, znajdujący się w dzielnicy Włochy na osiedlu Zbarż między ulicami: Wirażową, Żwirki i Wigury, Winiarską i Benetta, o powierzchni 29,7 ha. 
Poprzednim w kolejności jest fort VI „Okęcie“, zaś następnym fort VIII „Służew“.

## Opis
Jednowałowy, otoczony fosą fort zbudowano na planie pięcioboku w latach 1883–1908. W ramach likwidacji twierdzy po 1909 roku fort został częściowo rozebrany. W czasie jednej z modernizacji wzniesiono jedną z niewielu w Warszawie betonową kaponierę przeciwskarpową, której potężne ruiny istnieją do dziś. Zachowały się także koszary szyjowe.
We wczesnych latach okupacji doszło do zatkania systemu odwodnienia, co spowodowało zalanie fosy i dziedzińca fortu. Po wojnie teren zajmowało wojsko. Budynki wojskowe istniały na tym terenie do 1999 roku.
Do 2019 roku działki obejmujące fort były własnością Skarbu Państwa, Przedsiębiorstwa Państwowego „Porty Lotnicze” oraz kilku innych inwestorów. Fort nie był wykorzystywany i znajduje się w stanie ruiny. Jego otoczenie jest częściowo wykorzystywane jako ogródki działkowe. Konstrukcja budowli została częściowo naruszona przez budowę przebiegającej obok drogi ekspresowej S79.
W 2019 roku teren został zakupiony przez Atenor Poland, który planuje w tym miejscu zabudowę biurowo-hotelową. Za projekt odpowiada pracownia JEMS Architekci.